# Oldeborg (Wüppels)
Die Oldeborg ist eine abgegangene Niederungsburg nordöstlich von Wüppels in der Großgemeinde Wangerland im Landkreis Friesland in Niedersachsen.

## Geschichte
Es wird vermutet, dass die Burgstelle mit der Burg der Wangerlander Landesgemeinde zu identifizieren ist, die 1149 im Konflikt mit Östringen zerstört worden ist. Funde liegen allerdings erst ab dem Spätmittelalter vor. Damals diente die Burg wohl seit der ersten Hälfte des 14. Jahrhunderts als Sitz einer Häuptlingsfamilie der Folkmaringe, die in genealogischen Nachrichten des 16. Jahrhunderts ab 1300 bezeugt sind. Ausdrücklich wird die Oldenborg aber erst 1449 genannt. Im 15. Jahrhundert starb die Familie im Mannesstamm aus und die Burg ging an den Häuptling Hayo Harlda zu Jever. Später diente die Burg als Vorwerk. 1590 soll sie abgebrochen worden sein und bis etwa 1700 hat auf dem Gelände ein Heuerlingshaus gestanden. 1788 wurden die Reste der Burg schließlich vollständig abgetragen, wobei ein großer, langer Keller gefunden worden sein soll.

## Beschreibung
Die ehemalige Burganlage bestand ursprünglich aus zwei quadratischen Hügeln mit je 80 Metern Seitenlänge und abgerundeten Ecken. Der östliche Hügel ist noch mit einer Höhe von bis zu einem Meter erhalten, der westliche ist vollständig abgetragen. Beide waren früher mit Gräben umgeben, welche nicht mehr erkennbar sind. Nach einem Bericht von 1786 soll die Anlage ehemals aus zwei 25 Fuß hohen Hügeln mit doppelten Wällen und Gräben bestanden haben, die durch zwei Zugbrücken miteinander verbunden waren. Die 1993 und 1995 durch das NIhK durchgeführten Ausgrabungen konnten diese Beschreibung allerdings nicht  bestätigen. Bei den Untersuchungen konnten die Gräben dokumentiert werden, außerdem fanden sich auf jedem Hügel die Spuren eines Steingebäudes sowie Keramik des 14. bis 16. Jahrhunderts.